# برنامه‌ریز شبکه

بسته‌ها در یک ساختار داده FIFO (اولین ورودی، اولین خروجی است) صف می‌کشند.

یک برنامه‌ریز شبکه، یا برنامه‌ریز بسته، یا نظم دهنده صف بندی، qdisc یا الگوریتم صف بندی، یک تصمیم گیرنده یا داور بر روی گره در شبکه ارتباطی سوئیچینگ بسته است. توالی بسته‌های شبکه را در صف‌های انتقال و دریافت کنترل‌کننده رابط شبکه مدیریت می‌کند. در حال حاضر چندین برنامه‌ریز شبکه برای سیستم عامل‌های مختلف موجود است که بسیاری از الگوریتم‌های برنامه‌ریزی شبکه موجود را اجرا می کنند.
- ازدحام شبکه
- صف (نوع داده انتزاعی)
- نظریه صف
- مالتی پلکسینگ تقسیم زمانی آماری
- شکل دهی ترافیک
- طبقه‌بندی ترافیک
- نوع خدمات